# گیدو بوخوالد
گیدو بوخوالد (به آلمانی: Guido Buchwald) بازیکن فوتبال و مدافع اهل آلمان است که از سال ۱۹۸۴ میلادی عضو تیم ملی فوتبال آلمان بوده‌است. مهم ترین افتخار او قهرمانی در جام جهانی ۱۹۹۰ با آلمان است. وی در ۷۶ بازی ملی حضور داشته است و آخرین بازی ملی خود را در سال ۱۹۹۴ میلادی انجام داد. گویدو بوخوالد در بازی‌های ملی‌اش ۴ گل به ثمر رساند.
از تیم‌هایی که در آن بازی کرده است می‌توان به باشگاه فوتبال اشتوتگارت اشاره کرد.